# Campoformido
Campoformido (furlanisch Cjampfuarmit) ist eine Gemeinde mit 7864 Einwohnern (Stand 31. Dezember 2023) in der italienischen Region Friaul-Julisch Venetien.

## Geschichte
In Campoformido lagerte zur Zeit der Unterzeichnung des Friedens von Campo Formio das österreichische Heer.
Auf dem Gemeindegebiet befindet sich einer der ältesten Flugplätze Italiens. Sehenswert ist das Luftfahrtmuseum.